# Анаткаси (Урмарський район)
Анатка́си (рос. Анаткасы, чув. Анаткас) — присілок у складі Урмарського району Чувашії, Росія. Входить до складу Челкасинського сільського поселення.
Населення — 309 осіб (2010; 327 у 2002).
Національний склад:
- чуваші — 99 %